# الحد من التسلح

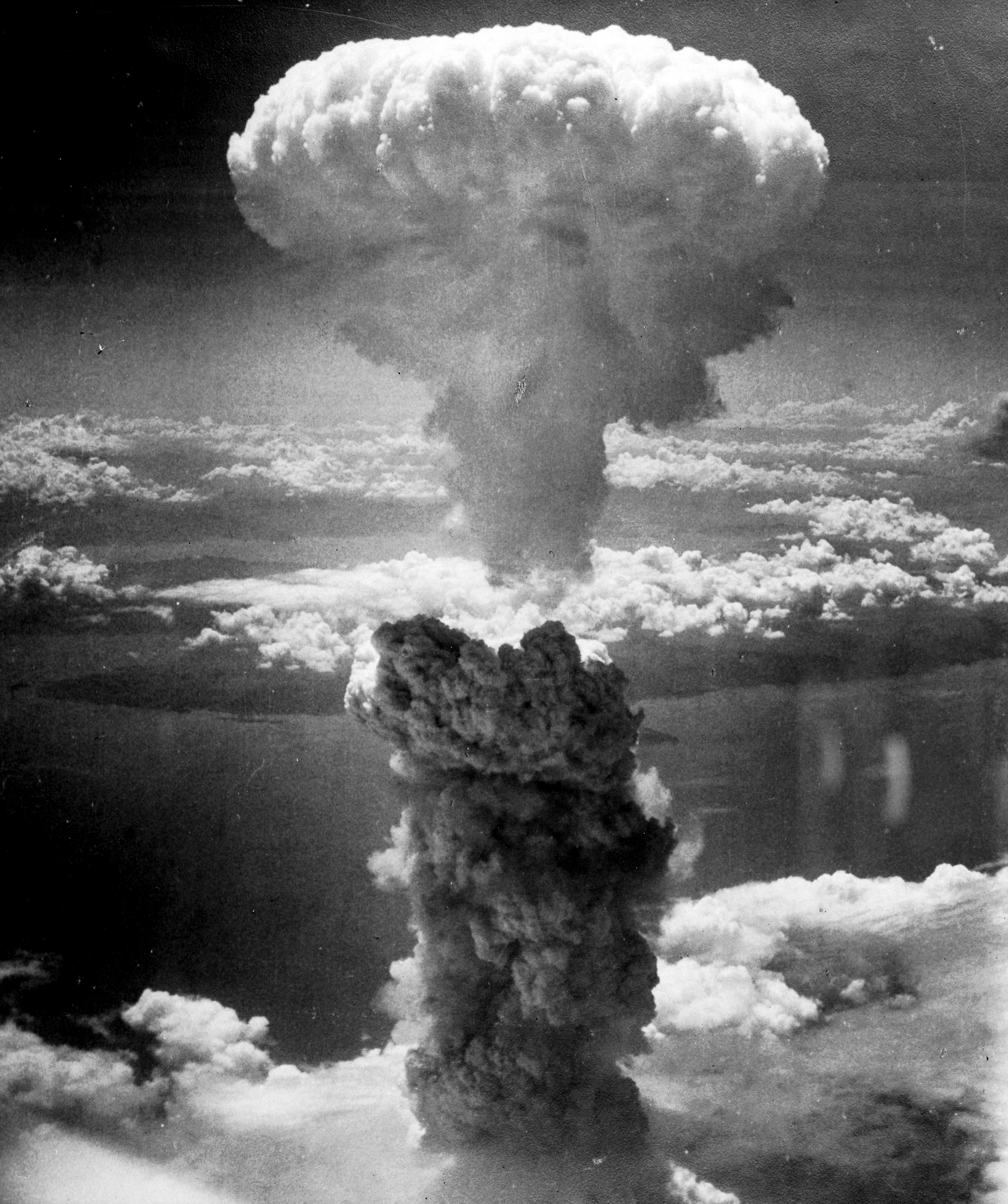

الحد من التسلح أو ضبط عملية التسلح، مصطلح يعبر عن القيود العالمية في مجال تطوير وإنتاج وتخزين وانتشار واستخدام الأسلحة الصغيرة (الخفيفة)، والأسلحة التقليدية، وأسلحة الدمار الشامل. يُمارس الحد من التسلح بشكل عام من خلال الدبلوماسية التي تسعى إلى فرض هكذا تقييدات على الأطراف المتفقة خلال المعاهدات والاتفاقيات الدولية، يمكن أن تشمل أيضًا جهودًا من قِبل دولة أو مجموعة دول لفرض القيود على بلد غير مستجيب للاتفاقيات.

## سن القوانين
تُعد معاهدات واتفاقيات الحد من التسلح في بعض الأحيان وسيلة لتجنب سباقات التسلح المُكلفة والتي قد تكون ذات نتائج عكسية على الأهداف الوطنية للبلاد وعلى السلام المستقبلي. يُستخدم بعضها كوسائل لوقف انتشار تقنيات عسكرية معينة (مثل التسليح النووي أو تكنولوجيا الصواريخ) في مقابل ضمانات للمطورين المحتملين بأنهم لن يكونوا ضحايا لتلك التقنيات. بالإضافة، أُبرمت بعض اتفاقيات الحد من التسلح  للحد من الضرر الذي تسببه الحروب، خصوصًا على المدنيين والبيئة، وهي الأضرار التي تُعتبر سيئة بالنسبة لجميع الأطراف بغض النظر عمّن سيربح الحرب.
بينما تُرى معاهدات الحد من التسلح من قِبل العديد من أنصار السلام كأداة رئيسية ضد الحرب، ومن قِبل المشاركين، تُرى غالبًا كوسيلة للحد من التكاليف المرتفعة لتطوير واستحداث الأسلحة فحسب، وحتى تقليل التكاليف المرتبطة بالحرب نفسها. يمكن لضبط التسلح أن يكون أيضًا طريقة للحفاظ على جدوى العمل العسكري من خلال تقييد هذه الأسلحة التي تجعل الحرب مكلفة جدًا ومدمرة على نحو يجعلها وسيلة غير فعالة في السياسة العامة الدولية.

## إنفاذ القوانين
على مر الزمن، ثَبُت أن تطبيق اتفاقيات الحد من التسلح أمرٌ ليس بالسهل. تعتمد معظم الاتفاقيات على الرغبة المستمرة للأطراف المتشاركة بالالتزام بالشروط حتى تبقى هذه الاتفاقية فعالة. عادةً، عندما لا تعود الدولة ترغب بالالتزام بالشروط، ستسعى غالبًا إلى الالتفاف على هذه الشروط بالخفاء أو إنهاء مشاركتها في المعاهدة فحسب. شوهد هذا الأمر في معاهدة واشنطن البحرية (ومعاهدة لندن البحرية التي تلتها)، إذ حاول معظم المشاركين التحايل على القيود، البعض بطريقة شرعية أكثر من الآخرين. طورت الولايات المتحدة تقنيات أفضل لتحسين أداء سفنها بينما ما زالت تعمل ضمن حدود الوزن المفروضة، استغلت المملكة المتحدة ثغرة في الشروط، حرّفت إيطاليا وزن سفنها، وتجاوزت الحدود، تركت اليابان المعاهدة ببساطة. لم تتعرض الدول التي خرقت شروط المعاهدة لعواقب بالغة على أفعالها. وخلال أكثر من عقد بقليل، أُهملت هذه المعاهدة. استمر بروتوكول جنيف لوقت أطول وكان ناجحًا من ناحية احترام الأطراف لبنوده، لكن، ومع ذلك انتهكت الدول البنود عندما شعرت بالحاجة لذلك. كان فرض الاتفاقيات اعتباطيًا، وكانت الوسائل المتاحة لفرض بنود الاتفاق خاضعة للسياسة أكثر من كونها التزامًا حقيقيًا بالاتفاق. عنى هذا أن العقوبات والتدابير الأخرى كانت مدعومة ضد منتهكي الاتفاق من قبِل أعدائهم السياسيين الطبيعيين، بينما تجاهل حلفاؤهم السياسيون هذه الاختراقات أو اتُخذت تدابير رمزية بحقهم.
تضمنت معاهدات ضبط التسلح الحديثة شروطًا صارمة أكثر حول موضوع الانتهاكات وعمليات التحقق أيضًا. كان هذا البند الأخير عقبة كبيرة أمام عمليات الإنفاذ (فرض القوانين) الفعالة، إذ يحاول المنتهكون دائمًا الالتفاف على شروط الاتفاقيات في الخفاء. عملية التحقق، هي العملية التي تحدد ما إذا كانت الدولة تلتزم بشروط الاتفاقية أم لا، وفيها تُصدر الجهات المشاركة معلومات خاصة بتلك الأمور بالإضافة إلى السماح للمشاركين باختبار بعضهم البعض إلى حد ما، للتحقق من تلك المعلومات الصادرة. يقتضي هذا الأمر غالبًا مفاوضات كثيرة كتلك التي تتطلبها لتحديد شروط الاتفاقية ذاتها، وفي بعض الحالات، تتسبب مسائل التحقق هذه بتعطيل مفاوضات المعاهدة (على سبيل المثال، اعتُبر التحقق شاغلًا رئيسيًا من قِبل الخصوم في معاهدة الحظر الشامل للتجارب النووية، وفي نهاية المطاف، لم تُصدّق عليها الولايات المتحدة).
يمكن للدول أن تبقى تحت ظل المعاهدة في حين تسعى لخرق شروط هذه المعاهدة عوضًا عن الانسحاب منها فحسب. يعود هذا الأمر لسببين أساسيين. غالبًا ما تُعتبر مناهضة الاتفاقيات علانية، حتى وإن انسُحب منها، موقفًا سيئًا من الناحية السياسية ويمكن أن يكون لها تداعيات سياسية. بالإضافة إلى ذلك، إذا التزم البلد في الاتفاقية، فغالبًا سيلتزم المنافسون المشاركون بالشروط أيضًا، بينما يمكّن الانسحاب الخصوم من فعل نفس التطويرات التي تفعلها الدولة المنسحبة، وبذلك تتحدد (تتضيق) مزايا تلك التطويرات.

## التاريخ

### قبل القرن التاسع عشر
كانت واحدة من أول المحاولات المسجلة في مجال الحد من التسلح عبارة عن مجموعة من القوانين المنصوصة في اليونان القديمة من قِبل الرابطة الائتلافية اليونانية. حددت الأحكام كيف يمكن للحرب أن تُشن، ويمكن أن يكون جزاء انتهاك هذه الأحكام عن طريق الغرامات أو الحروب.
كانت هناك محاولات قليلة مُسجلة للحد من التسلح بين هذه الفترة وظهور الكنيسة الرومانية الكاثوليكية. في القرن الثامن والتاسع الميلادي، كانت السيوف والزرود (الدروع) المصنوعة في إمبراطورية الفرنجة مطلوبة بكثرة لجودتها، وجعل شارلمان (حكم 768-814)، من عملية بيعها أو تصديرها إلى الأجانب أمرًا غير قانوني، يُعاقَب عليه عن طريق مصادرة الممتلكات أو حتى الموت. كانت هذه محاولة للحد من امتلاك واستخدام هذه المعدات من قِبل أعداء فرنسا، من بينهم الموريون والفايكنغ والسلافيون.
استخدمت الكنيسة سلطتها -كمنظمة عابرة للحدود الوطنية- للحد من وسائل الحرب. عَمِلت أحكام حركة سلام وهدنة الله لعام 989 (امتدت إلى عام 1033) على حماية المدنيين، والمرافق الزراعية والاقتصادية، وممتلكات الكنيسة من الحرب. حاولت حركة هدنة الله لعام 1027 أن تحد من العنف بين المسيحيين أيضًا. منع مجمع لاتران الثاني عام 1139  استخدام الأقواس المستعرضة ضد المسيحيين الآخرين، لكنه لم يمنع استخدامها ضد غير المسيحيين.
أدى تطور الأسلحة النارية إلى زيادة الدمار الذي تسببه الحروب. قادت وحشية الحروب خلال هذه الفترة إلى تحريك جهود لتشكيل قوانين الحرب، وقوانين التعامل بإنسانية مع أسرى الحرب أو الجرحى، بالإضافة إلى قوانين لحماية المدنيين من أعمال النهب لممتلكاتهم. على أية حال، خلال الفترة الممتدة حتى بداية القرن التاسع عشر سُجلت اتفاقيات الحد من التسلح، عدا الاقتراحات النظرية والاقتراحات المفروضة على الجيوش المهزومة.
أُبرمت اتفاقية سترازبورغ لعام 1675. كانت أول اتفاقية عالمية تحد من استخدام الأسلحة الكيماوية، وهي الرصاصات السامة. وُقّعت المعاهدة بين فرنسا والإمبراطورية الرومانية المقدسة.

### القرن التاسع عشر
كانت معاهدة راش- باغوت لعام 1817 بين الولايات المتحدة والمملكة المتحدة أول معاهدة للحد من التسلح يمكن أخذها بعين الاعتبار في الحقبة الصناعية الحديثة، أدت إلى نزع سلاح البحيرات العظمى ومنطقة بحيرة شامبلين في أميركا الشمالية. تلتها معاهدة واشنطن (1871) التي أدت إلى نزع شامل للسلاح.
أدت الثورة الصناعية إلى زيادة مكننة الحروب، بالإضافة إلى التقدم السريع في تطوير الأسلحة الخفيفة؛ قادت إمكانية الدمار المتزايدة (التي لوحظت لاحقًا في ساحات معارك الحرب العالمية الأولى) إلى دعوة نيقولا الثاني إمبراطور روسيا لجمع قادة الدول الستة والعشرين إلى مؤتمر لاهاي الأول لعام 1899 الذي نتج عنه قوانين تعلن وتنظم الحروب بالإضافة إلى تنظيم استخدام الأسلحة الحديثة، وأدت أيضًا إلى تأسيس محكمة التحكيم الدائمة.

### 1900 إلى 1945
عُقد مؤتمر لاهاي الثاني في عام 1907 وأدى إلى إضافات وتعديلات للاتفاقية الأصلية لعام 1899. عُقد مؤتمر لاهاي الثالث لعام 1915، لكنه أُهمل بسبب الحرب العالمية الأولى. بعد الحرب العالمية الأولى، أُسست عصبة الأمم والتي حاولت ضبط وتقليص عملية التسلح. لكن، لم يكن تطبيق هذه السياسة فعّالًا. عُقدت مؤتمرات عديدة تخص القوى البحرية، مثل مؤتمر واشنطن للبحرية، خلال الفترة الممتدة بين الحرب العالمية الأولى والثانية للحد من عدد وحجم السفن الحربية الكبيرة للقوى البحرية العظمى الخمسة.
قاد مؤتمر جنيف لعام 1925  إلى حظر الأسلحة الكيميائية (مثل الغازات السامة) خلال الحرب كجزء من بروتوكول جنيف. حاول ميثاق كيلوغ برييان لعام 1928، رغم عدم فاعليته، «النص على فكرة نبذ الحرب وعدم استخدامها كأداة للسياسات الوطنية».